# كارول مايو جنكينز
كارول مايو جنكينز (بالإنجليزية: Carol Mayo Jenkins)‏ هي ممثلة أمريكية، ولدت في 24 نوفمبر 1938 في نوكسفيل في الولايات المتحدة.

## أعمال

### مسلسلات
- عالم آخر

## وصلات خارجية
- كارول مايو جنكينز على موقع IMDb (الإنجليزية)
- كارول مايو جنكينز على موقع ألو سيني (الفرنسية)
- كارول مايو جنكينز على موقع قاعدة بيانات برودواي على الإنترنت (الإنجليزية)
- كارول مايو جنكينز على موقع كينوبويسك (الروسية)